# Île de Jarron
Pour les articles homonymes, voir Jarre.
L'île de Jarron est une île au sud de Marseille face au massif du Marseilleveyre, à l'extrémité nord-ouest de l'île Jarre.

## Histoire
L'île a été utilisée pour la production du sel. De nombreuses jarres (d'où le nom de l'île) permettaient l'évaporation de l'eau pour y recueillir le sel.
Dès 1625, des navires subissant la quarantaine étaient amarrés dans la Calanque de Jarron. Les restes du Grand Saint Antoine datant de la peste de Marseille s'y trouvent.